# Karenella lanceosetoides
Karenella lanceosetoides är en kvalsterart som först beskrevs av Hammer 1971.  Karenella lanceosetoides ingår i släktet Karenella och familjen Oppiidae. Inga underarter finns listade i Catalogue of Life.